# 해동중학교 축구부
해동중학교 축구부는 부산광역시에 위치한 해동중학교의 축구부이다. 

## 같이 보기
- 해동중학교